# Буря над Азією
«Буря над Азією» — чорно-білий радянський художній фільм 1965 року, режисера Каміля Ярматова. Фільм відкриває історико-революційну трилогію Каміля Ярматова («Буря над Азією», «Вершники революції» і «Загибель Чорного консула»).

## Сюжет
Юнак Джамал приїжджає в рідний кишлак, але бачить як якісь зловмисники палять і грабують будинок його дядька. Після нетривалої сутички його ведуть до ватажка зграї розбійників, якого називають Юсупом Ялантушем. Ватажок каже, що мстить Білому Цареві, пече і грабує баїв, але «все віддає бідним». У відповідь він просить, щоб Джамал розповів свою історію. Той каже, що був в'язнем 876 і півроку сидів в петроградській в'язниці, але вийшов завдяки Лютневій революції. Гуляючи по вулиці він взяв участь в лінчуванні жандарма, який перед смертю встиг поранити його. Замість повернення додому довелося деякий час провести в госпіталі. Через прихід до влади Керенського в Актюбінську була облава і Джамалу довелося добиратися до будинку вже своїм ходом. Юнак закликає народ не грабувати і не палити те, що їм і так належить. Ялантуш вирішує перевірити Джамала і наказує йому повісити свого дядька, який з багатіїв. Однак Джамал відмовляється. Тут він згадує ім'я Леніна, чим завойовує повагу Ялантуша. «Хороший джигіт» — таку характеристику отримує Джамал.
Джамал бере участь в засіданні ташкентського ревкому, на якому вирішується питання про реквізицію хліба на користь голодуючих. Місцевий бай Кафланбек забирає своє зерно, а в крадіжці звинувачує Ялантуша. Джамал відправляється до свого друга і знаходить його під час змагання в боротьбі. Ялантуш викрадає Кафланбека і бажає його вбити, але Джамал вимагає, щоб все було згідно революційного закону. В результаті Кафланбека розстрілюють, але його син Азіз жадає кровної помсти. Тим часом з'являються новини про Жовтневу революцію, але Генерал відмовляється визнати нову владу і права ревкому. «Контра» зміцнюється в цитаделі. На допомогу революціонерам приходить Ялантуш, який удавано переходить на сторону Генерала і навіть отримує чин полковника, але потім відкриває ворота цитаделі. Син Кафланбека Азіз в формі російського унтер-офіцера вбиває Ялантуша пострілом з пістолета.

## У ролях
- Руслан Ахметов — Джамал Ахмедов (озвучив Володимир Костін)
- Шукур Бурханов — Юсуп Ялантуш (озвучив Григорій Гай)
- Анатолій Соловйов — Василь Щукін
- Аббас Бакіров — Кафланбек (озвучив Юхим Копелян)
- Лютфі Саримсакова — мати Джамала
- Олександр Суснін — революційний матрос в Петрограді
- Олександр Барушной — генерал (озвучив Еммануїл Шварцберг)
- Нариман Латіпов — Азіз, син Кафланбека (озвучив Борис Павлов-Сільванський)
- Олександр Афанасьєв — жандарм
- Олексій Смирнов — пекар
- Галина Теплинська — Маша
- Каміл Ярматов — епізод
- Сергій Голубєв — поранений
- Рахім Пірмухамедов — байський посіпака
- Федір Котельников — Сергій Іванович, складач у друкарні
- Гані Агзамов — епізод
- Сагат Таліпов — бай
- Сайфі Алімов — бай
- Гурміндж Завкібеков — епізод
- Олексій Мальковський — керуючий банком
- Павло Первушин — епізод
- Олег Маципуло — епізод

## Знімальна група
- Режисер — Каміл Ярматов
- Сценаристи — Володимир Алексєєв, Одельша Агішев, Михайло Мелкумов, Назір Сафаров, Каміл Ярматов
- Оператор — Микола Рядов
- Композитор — Ікрам Акбаров
- Художник — Наріман Рахімбаєв